# Olympische Winterspiele 1960/Teilnehmer (Kanada)
| Gelbes Symbol für Goldmedaillen mit stilisierten Olympischen Ringen | Graues Symbol für Silbermedaillen mit stilisierten Olympischen Ringen | Braundes Symbol für Bronzemedaillen mit stilisierten Olympischen Ringen |
| ------------------------------------------------------------------- | --------------------------------------------------------------------- | ----------------------------------------------------------------------- |
| 2                                                                   | 1                                                                     | 1                                                                       |

Kanada nahm an den VIII. Olympischen Winterspielen 1960 im US-amerikanischen Squaw Valley Ski Resort mit einer Delegation von 44 Athleten in sieben Disziplinen teil, davon 34 Männer und 10 Frauen. Mit zwei Goldmedaillen sowie einer Silber- und einer Bronzemedaille war Kanada die siebterfolgreichste Nation bei den Spielen.
Fahnenträger bei der Eröffnungsfeier war der Eiskunstläufer Robert Paul.

## Teilnehmer nach Sportarten

### Eishockey
Männer
| - Maurice Benoit - Bob Attersley - James Connelly - Jack Douglas - Fred Etcher - Robert Forhan - Don Head - Harold Hurley - Ken Laufman | - Floyd Martin - Robert McKnight - Cliff Pennington - Donald Rope - Bobby Rousseau - George Samolenko - Harry Sinden - Darryl Sly |

- Silber

### Eiskunstlauf
Männer
- Donald Jackson
Bronze  (1401,0)

- Donald McPherson
10. Platz (1279,7)

Frauen
- Wendy Griner
12. Platz (1275,0)

- Sandra Tewkesbury
10. Platz (1296,1)

Paare
- Maria Jelinek & Otto Jelinek
4. Platz (75,9)

- Barbara Wagner & Robert Paul
Gold  (80,4)

### Eisschnelllauf
Männer
- Larry Mason
500 m: 41. Platz (44,7 s)
1500 m: 45. Platz (2:35,3 min)
5000 m: 37. Platz (9:23,5 min)

- Ralf Olin
500 m: 30. Platz (43,1 s)
1500 m: 36. Platz (2:23,5 min)
5000 m: 28. Platz (8:36,8 min)
10.000 m: 27. Platz (17:50,9 min)

- Johnny Sands
500 m: 27. Platz (42,8 s)
1500 m: 43. Platz (2:28,4 min)

Frauen
- Margaret Robb
500 m: 17. Platz (50,0 s)
1000 m: 19. Platz (1:45,8 min)
1500 m: 20. Platz (2:48,6 min)
3000 m: 16. Platz (5:43,5 min)

- Doreen Ryan
500 m: 9. Platz (47,7 s)
1000 m: 13. Platz (1:38,1 min)
1500 m: 13. Platz (2:34,5 min)
3000 m: 14. Platz (5:39,7 min)

### Nordische Kombination
- Clarence Servold
Einzel (Normalschanze / 15 km): 28. Platz (382,710)

- Irvin Servold
Einzel (Normalschanze / 15 km): 25. Platz (399,565)

### Ski Alpin
Männer
- Verne Anderson
Abfahrt: 22. Platz (2:15,9 min)
Riesenslalom: 24. Platz (1:56,1 min)
Slalom: 19. Platz (2:29,3 min)

- Donald Bruneski
Abfahrt: 28. Platz (2:19,9 min)
Slalom: 22. Platz (2:32,9 min)

- Jean-Guy Brunet
Abfahrt: 26. Platz (2:18,2 min)
Riesenslalom: 26. Platz (1:57,7 min)
Slalom: 34. Platz (2:58,0 min)

- Jean Lessard
Riesenslalom: 31. Platz (2:04,7 min)

- Frederick Tommy
Abfahrt: 27. Platz (2:18,4 min)
Riesenslalom: 28. Platz (2:00,1 min)
Slalom: 25. Platz (2:43,9 min)

Frauen
- Elizabeth Greene
Abfahrt: 32. Platz (1:53,3 min)
Riesenslalom: 28. Platz (1:48,4 min)
Slalom: 24. Platz (2:10,4 min)

- Nancy Greene
Abfahrt: 22. Platz (1:48,3 min)
Riesenslalom: 26. Platz (1:47,4 min)
Slalom: 31. Platz (2:18,0 min)

- Anne Heggtveit
Abfahrt: 12. Platz (1:42,9 min)
Riesenslalom: 12. Platz (1:42,1 min)
Slalom: Gold  (1:49,6 min)

- Nancy Holland
Abfahrt: 17. Platz (1:45,2 min)
Riesenslalom: 29. Platz (1:48,7 min)
Slalom: 12. Platz (2:01,1 min)

### Skilanglauf
Männer
- Clarence Servold
15 km: 35. Platz (57:04,7 min)
30 km: 36. Platz (2:06:37,9 h)
50 km: Rennen nicht beendet

- Irvin Servold
15 km: 47. Platz (59:42,0 min)
30 km: 40. Platz (2:11:50,4 h)

### Skispringen
- Jacques Charland
Normalschanze: 33. Platz (186,3)

- Gerry Gravelle
Normalschanze: 34. Platz (185,4)

- Alois Moser
Normalschanze: 44. Platz (151,1)